# Frédéric-Guillaume de Palatinat-Neubourg
Frédéric Guillaume de Palatinat-Neubourg (20 juillet 1665 – 23 juillet 1689), est comte palatin de Neubourg et général impérial.

## La vie
Né à Düsseldorf, il est le dixième enfant, mais le septième fils de Philippe-Guillaume de Neubourg et Élisabeth-Amélie de Hesse-Darmstadt.
D'abord destiné à l'Église, en 1677, il est nommé Coadjuteur et en 1685 chanoine à Constance. Il étudie à l'Université de Heidelberg, où il est recteur en 1685.
Plus tard, Frédéric Guillaume abandonne l'église et entre dans l'armée impériale, où il obtient le grade de général. Il tombe pendant la Guerre de la Ligue d'Augsbourg lors du siège de Mayence (1689), où, lors d'une visite dans les tranchées, il est tué d'un coup d'arquebuse à la tête. Il est enterré dans l'Église Saint-André, Düsseldorf.